# Diclorofluorometano
Il diclorofluorometano, noto commercialmente anche con le sigle Freon 21 o R 21, come fluido refrigerante, è un alometano di formula CHFCl2. A temperatura ambiente è un gas incolore e quasi inodore (lievissimo odore etereo), non infiammabile, poco solubile in acqua. Viene venduto in bombole come gas liquefatto sotto pressione. Da non confondere con il clorodifluorometano (CHClF2).

## Impieghi
In passato il suo principale uso era di propellente e refrigerante tuttavia, a causa dei problemi con l'ozono nell'atmosfera, è stato in seguito bandito. La produzione ed il consumo si sono ridotti notevolmente nel corso degli ultimi quarant'anni e saranno gradualmente eliminati in ottemperanza al Protocollo di Montréal.
La pirolisi di una miscela di diclorofluorometano e clorofluorometano dà esafluorobenzene:
{\displaystyle {\ce {3 CHCl2F + 3 CH2ClF -> C6F6 + 9 HCl}}}

## Tossicità
La sua tossicità è paragonabile a quella del cloroformio. Il suo TLV è di 10 ppm, e in alte concentrazioni può causare asfissia.
In basse concentrazioni è difficile accorgersi di perdite e i sintomi da esposizione prolungata spaziano da vertigini a nausea e mal di testa.